# Cardoso Varela
Mandume Varela est un nom portugais ; le premier nom de famille (d'usage facultatif) est Mandume et le second est Varela.
Cardoso Pinto Mandume Varela, né le 28 octobre 2008 à Luanda en Angola, est un footballeur portugais qui évolue au poste d'ailier dans les catégories jeunes du Dinamo Zagreb.

## Biographie
Varela naît en Angola et est naturalisé portugais en juin 2022, au moment où il rejoint le centre de formation du FC Porto.

### Carrière en club
Lorsqu'il devient éligible à un contrat professionnel avec Porto à l'été 2024, les deux parties ne trouvent pas d'accord, ce qui l'amène à quitter le club. Il tente alors de signer avec le club amateur du Dinamo Odranksi Obrež, en Croatie, mais le transfert et refusé par la FIFA, sous pression du FC Porto.
Il est finalement approché par le GNK Dinamo Zagreb fin 2024, et rejoint officiellement le club en février 2025.

### En sélections nationales
En 2024, il participe au Championnat d'Europe des moins de 17 ans, dont le Portugal atteint la finale. Il est alors le joueur le plus jeune de cette équipe du Portugal.

## Palmarès

### En sélection
Portugal -17 ans
- Championnat d'Europe
  -  Finaliste en 2024.